# AD Confiança
Associação Desportiva Confiança – brazylijski klub piłkarski z siedzibą w mieście Aracaju leżącym w stanie Sergipe.

## Osiągnięcia
- Mistrz stanu (Campeonato Sergipano) (17): 1951, 1954, 1962, 1963, 1965, 1968, 1976, 1977, 1983, 1986, 1988, 1990, 2001, 2002, 2004, 2008, 2009
- Copa Governador João Alves (3): 2003, 2005, 2008

## Historia
Klub Confiança założony został 1 maja 1936 roku, początkowo jedynie z sekcjami siatkówki i koszykówki. Do rozgrywek piłkarskich klub przystąpił w roku 1949, w trakcie których grając w niebiesko-białych kostiumach zyskał sobie przydomek Dragão do Bairro Industrial.
W 1976 roku klub pierwszy raz przystąpił do rozgrywek pierwszej ligi brazylijskiej (Campeonato Brasileiro Série A).
W 1989 roku Confiança przystąpił do pierwszej edycji pucharu Copa do Brasil, jednak już w pierwszej rundzie przegrywając 0:1 wyeliminowany został przez klub EC Bahia.
W roku 2004 Confiança przystąpił do rozgrywek trzeciej ligi brazylijskiej (Campeonato Brasileiro Série C), gdzie dotarł do trzeciej rundy i wyeliminowany został przez klub Villa Nova AC.